# Robert G. Sandness
Robert G. Sandness, en amerikansk amatörastronom.
Minor Planet Center listar honom som R. G. Sandness och som upptäckare av 6 asteroider.

## Lista över upptäckta mindre planeter och asteroider
| 10593 Susannesandra | 24 augusti 1996 |
| (16031 1999 FJ10    | 20 mars 1999    |
| (17055) 1999 GP33   | 6 april 1999    |
| (35284) 1996 TM33   | 5 oktober 1996  |
| (59370) 1999 EK55   | 15 mars 1999    |
| (85397) 1996 TN33   | 6 oktober 1996  |